# (523731) 2014 OK394
(523731) 2014 OK394 ist ein Asteroid, der am 8. Oktober 2010 im Rahmen von Pan-STARRS 1 entdeckt wurde.
Als 1995 SN55 war er am 20. September 1995 von Spacewatch am Kitt-Peak-Nationalobservatorium entdeckt worden und der Gruppe der Zentauren zugeordnet. Mit einem damals geschätzten Durchmesser von nahezu 300 Kilometern wäre er größer als Chariklo (Durchmesser ca. 250 km) und somit möglicherweise der größte Zentaur. Leider konnte 1995 SN55 nur während eines Monats und sieben Tagen beobachtet werden, so dass er verloren gegangen war und darauf gehofft werden musste, dass er bei einer künftigen Himmelsdurchmusterung wiederentdeckt wird.
Zur Bestimmung des Schwerkrafteinflusses durch die großen Planeten unseres Sonnensystems hat man Computersimulationen der Umlaufbahnen für ausgewählte Zentauren in fünf typischen Bereichen durchgeführt; neben Chiron wurde dabei auch das Bahnverhalten von (523731) 2014 OK394 untersucht.
Im November 2020 wurde der Planetoid wiederentdeckt und konnte dabei mit dem Asteroiden (523732) 2014 OK394 identifiziert werden.